# Snežatno
Snežatno este o localitate din comuna Brda, Slovenia, cu o populație de 103 locuitori.